# Aureliano de Beruete
Aureliano de Beruete (Madrid, 27 settembre 1845 – Madrid, 5 gennaio 1912) è stato un pittore spagnolo, rinomato per i suoi paesaggi già aderenti al movimento impressionista.

## Biografia

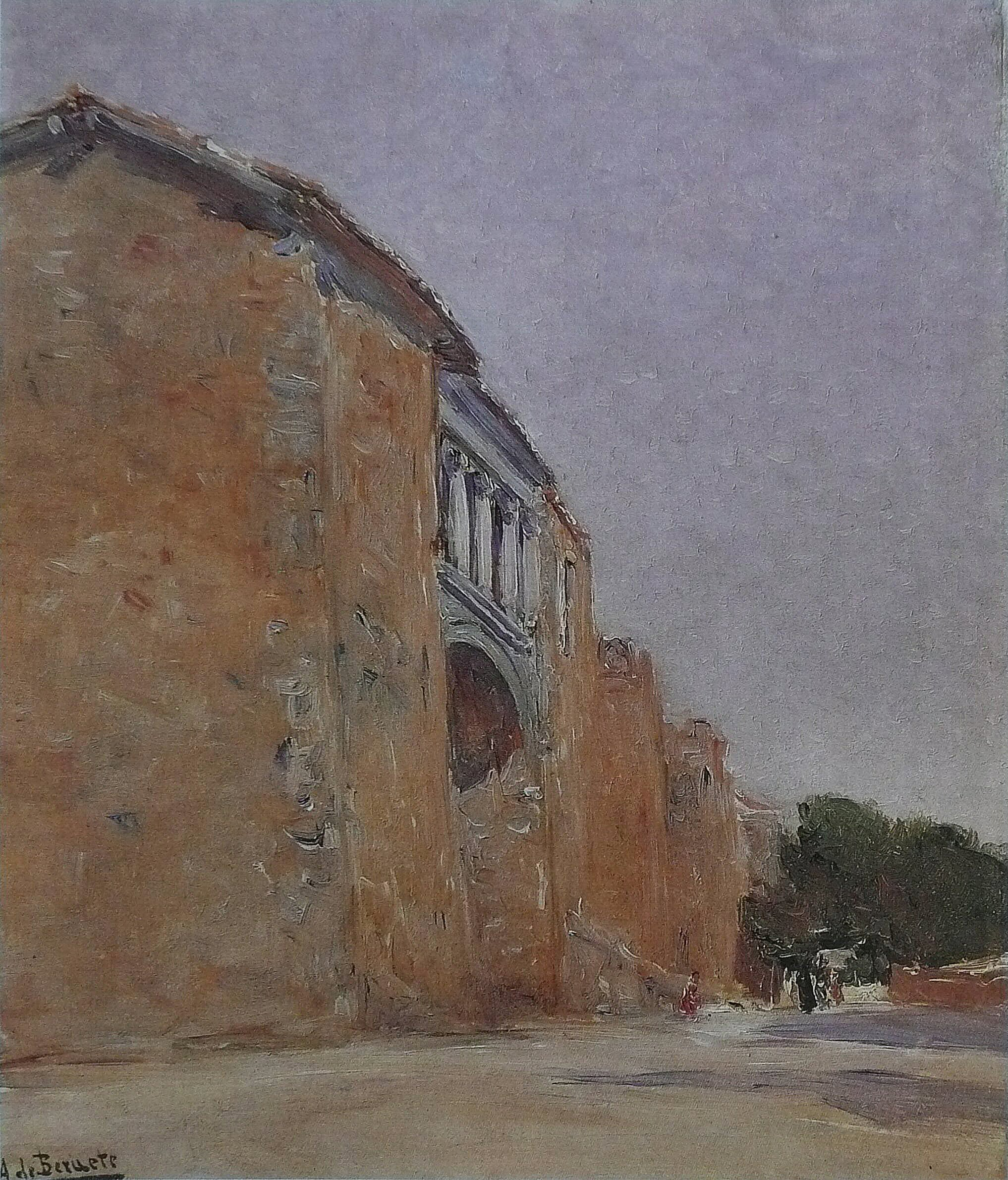
Una puerta en las murallas de Ávila

Aureliano de Beruete y Moret aveva studiato Diritto e si dedicò alla pittura dopo una breve, ma intensa, esperienza politica che lo portò a diventare deputato della Prima Repubblica spagnola nelle legislature del 1872 e 1873.
Fu allievo di Carlos de Haes alla Reale Accademia di Belle Arti di San Fernando a Madrid. Fu in relazione artistica con Darío de Regoyos e anche di stretta amicizia con Ramón Casas e Joaquín Sorolla; di quest'ultimo organizzò anche la prima mostra antologica per commemorarne la morte.
Di formazione culturale cosmopolita andò a Parigi dove conobbe Martín Rico ed ebbe modo di frequentare la Scuola di Barbizon.
Aureliano de Beruete y Moret fu uno dei primi pittori spagnoli a rinnovare in chiave impressionista la pittura del paesaggio, e fu espressione di quelle istanze culturali di matrice positivista riconducibili direttamente alla filosofia "Krausiana" della ILE di Madrid di cui fu uno dei primi soci azionisti.
Suo figlio, nato dal matrimonio con Maria Teresa Moret y Remisa, anch'egli chiamato Aureliano de Beruete y Moret, fu un apprezzato critico e storico dell'arte e fu il primo direttore del Museo del Prado a non essere pittore.

## Opere
- Tren en la noche 1891
- Orillas del Manzanares 1895
- Vista de la vega baja desde el Cambrón: el río y sus riberas con la fábrica de armas al fondo 1895
- Embarcadero en Vichy 1909
- Lavaderos del Manzanares 1904
- immagini, su epdlp.com.